# Micropropagazione
La micropropagazione è una tecnica di propagazione di una pianta che permette di ottenere un clone della pianta stessa, ovvero un insieme di individui dotati dello stesso patrimonio genetico, tramite l'utilizzo dei metodi moderni di coltura in vitro di cellule e tessuti vegetali.
La micropropagazione si differenzia dagli altri sistemi di moltiplicazione vegetale (talea, propaggine, margotta, ecc.) per la sofisticata tecnica operativa, che permette la riproduzione di cloni esenti da infezioni batteriche e virali; tale pratica permette inoltre, a partire da esigui materiali di origine, di ottenere una enorme quantità di individui clonati.

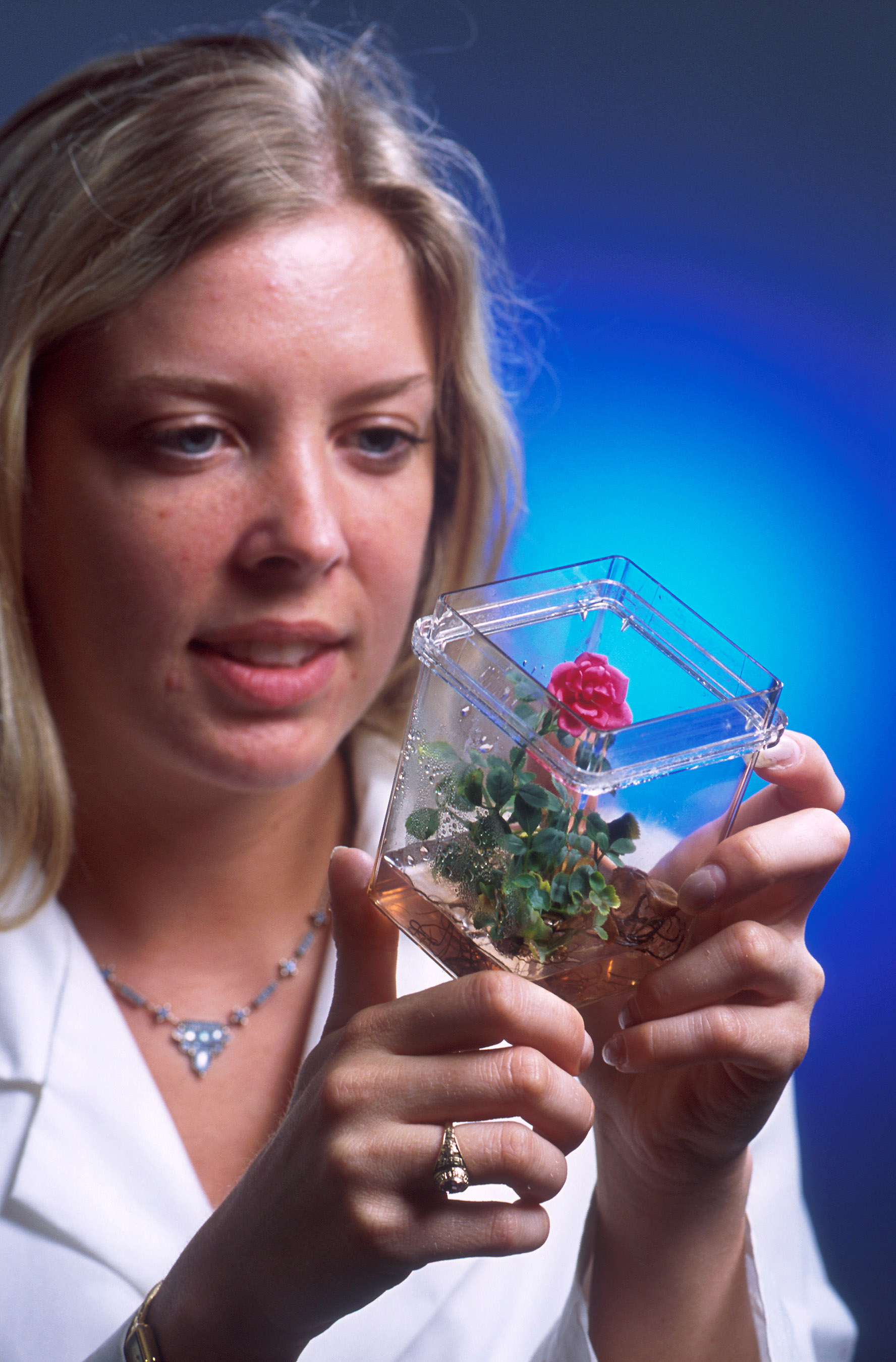
Una piantina di rosa ottenuta tramite coltura in vitro.

## Fasi della micropropagazione

### Allestimento della coltura

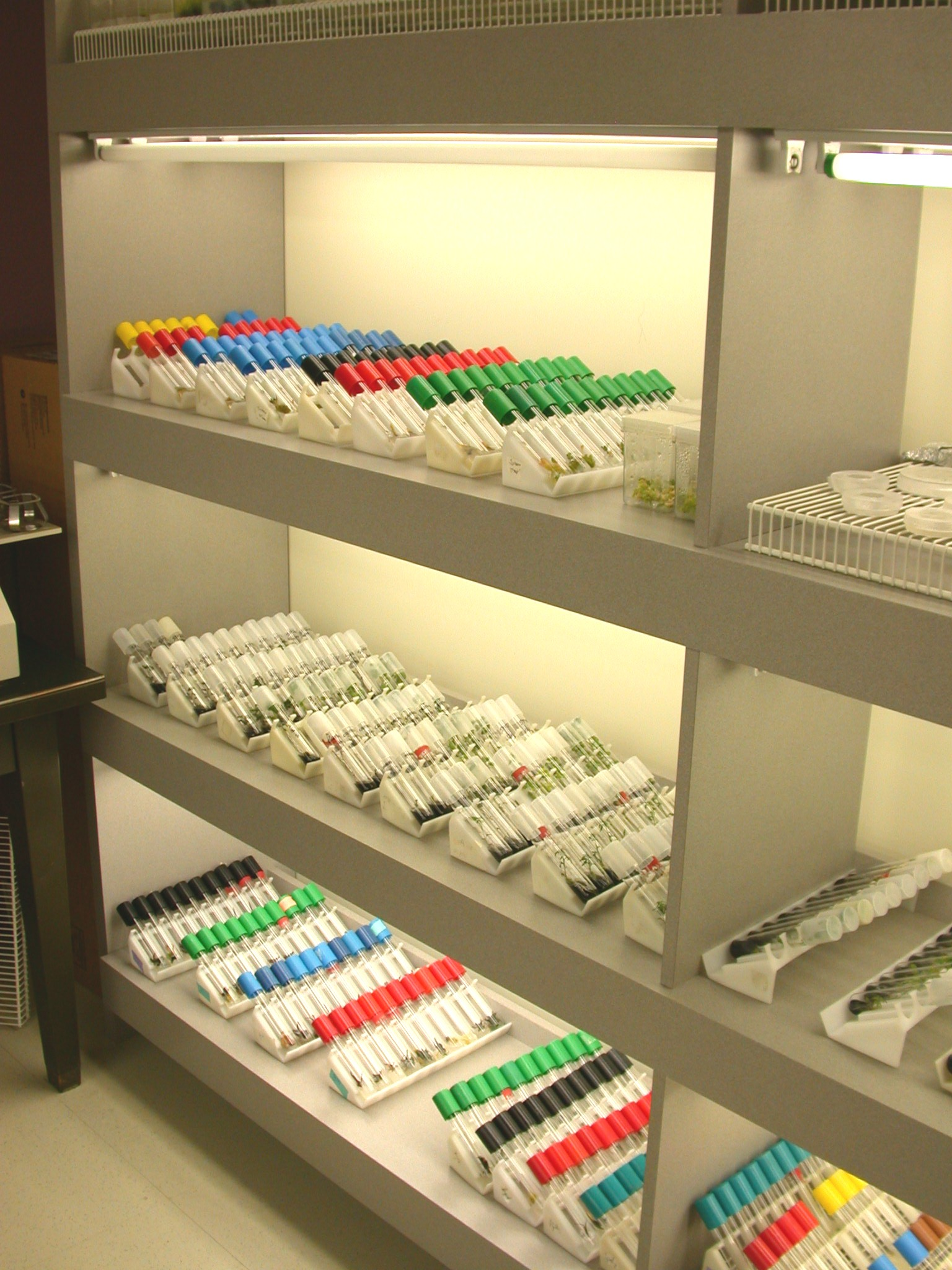
Colture in vitro in una camera climatica sterile.

La micropropagazione ha inizio con la selezione del materiale vegetale che deve essere propagato. La scelta e la pulizia dei materiali vegetali di partenza che siano esenti da virus e funghi sono importanti per la produzione di piante sane. Spesso le piante di partenza sono testate per determinare se sono pulite e prive di virus.
Normalmente il materiale vegetale di partenza è rappresentato da espianti caulinari quali gemme apicali e gemme ascellari. Nel caso delle piante ornamentali è possibile partire anche da tuberi e bulbilli. Vengono anche utilizzati antere, petali, polline ed altri tessuti vegetali. Scelto il materiale, si va quindi in campo e si preleva l'espianto del materiale vegetale selezionato. Quando si esegue l'espianto è molto importante valutare:
- l'epoca dell'espianto: esso andrebbe fatto alla ripresa dell'attività vegetativa in maniera tale da avere materiale in attivo accrescimento e gemme che non hanno subito la dominanza apicale;
- lo stadio di sviluppo: si deve valutare il grado di differenziazione raggiunto dalle cellule dell'espianto;
- dimensioni dell'espianto: in questa fase vale la regola che più l'espianto è piccolo minori contaminati ci saranno. Vi è però un inconveniente, in quanto minori sono le dimensioni, minore è il grado di sopravvivenza dell'espianto stesso. Quindi per quanto concerne le dimensioni, si deve cercare un compromesso tra questi due aspetti.

Una volta che il materiale è stato espiantato, viene sterilizzato, di solito tramite passaggi multipli in candeggina, lavato con alcol etilico e infine risciacquato con acqua sterile.

### Moltiplicazione

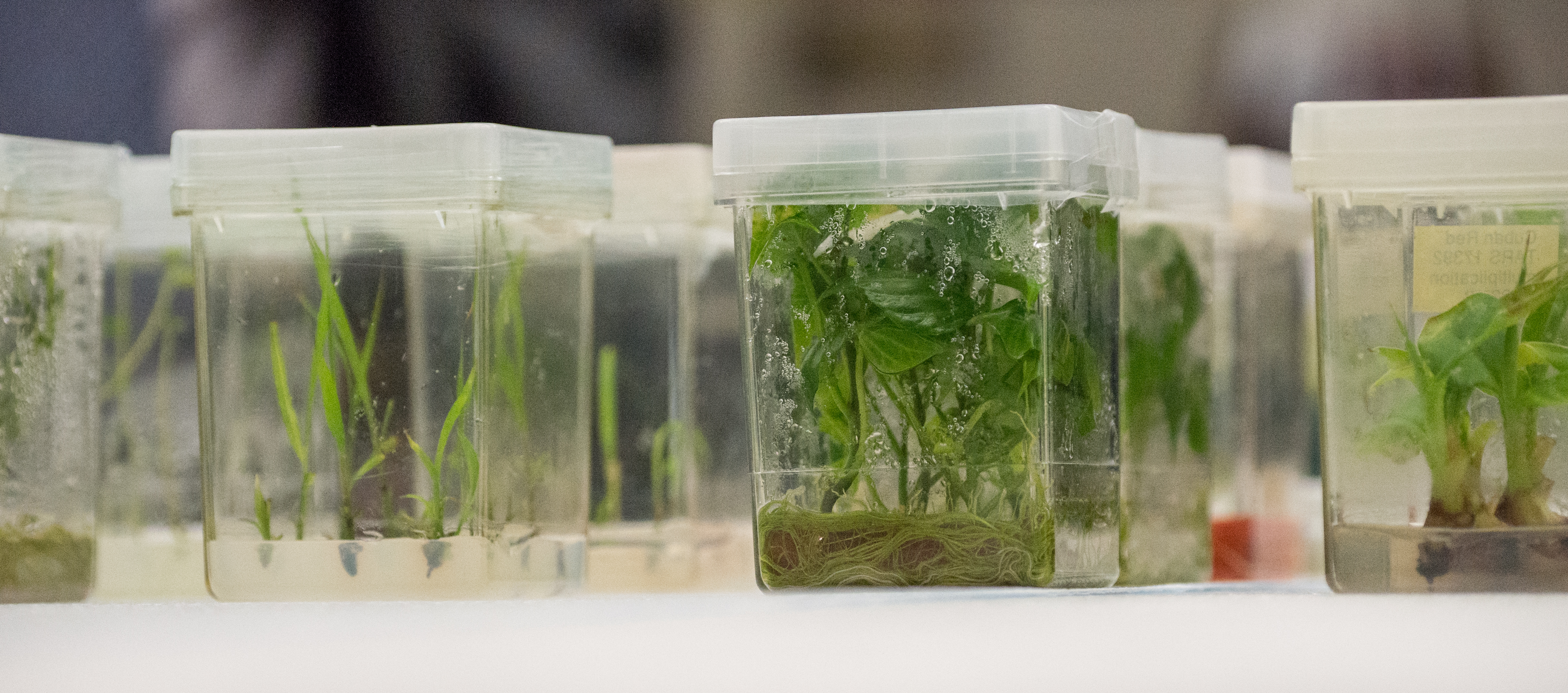
Colture di tessuti vegetali coltivate presso una banca di semi dell'USDA.

Nella fase di moltiplicazione la piccola porzione di tessuto vegetale, a volte solo una singola cellula, viene posta su un terreno di coltura, di solito contenente saccarosio come fonte di energia e citochinine, che fanno sì che la gemma si schiuda originando un germoglio. Dalle gemme ascellari di tale germoglio si svilupperanno altri germogli originando un cluster. Di solito il terreno di coltura è addensato con agar per creare un gel che supporti l'espianto durante la crescita.
Alcune piante sono facilmente coltivate su supporti semplici, ma altre richiedono supporti più complicati per la crescita, alcuni media includono vitamine, minerali e amminoacidi. Il mezzo è sterilizzato durante la preparazione per prevenire la contaminazione da parte di funghi e batteri, che possono superare e soffocare l'espianto di crescita. Autoclavi e sterilizzazione per filtrazione sono usati per rimuovere i contaminanti potenziali. Su piccola scala di produzione è spesso utilizzata una pentola a pressione.
È lo stadio in cui si ha l'induzione e lo sviluppo di radici avventizie alla base del germogli. La formazione delle radici può essere facilitata dall'uso di un mezzo di coltura con ridotte quantità di sali minerali e zuccheri, scarsità o assenza di citochinine e in particolar modo dalle auxine in concentrazione variabile dagli 0,01 alle 10 ppm. Le auxine più frequentemente impiegate sono IBA (acido indolbutirrico) e IAA (acido indol-3-acetico). Questa fase ha una durata estremamente variabile, nelle specie modello dura mediamente dalle 3 alle 5 settimane, nelle recalcitranti ha invece una durata decisamente maggiore.

### Ambientamento

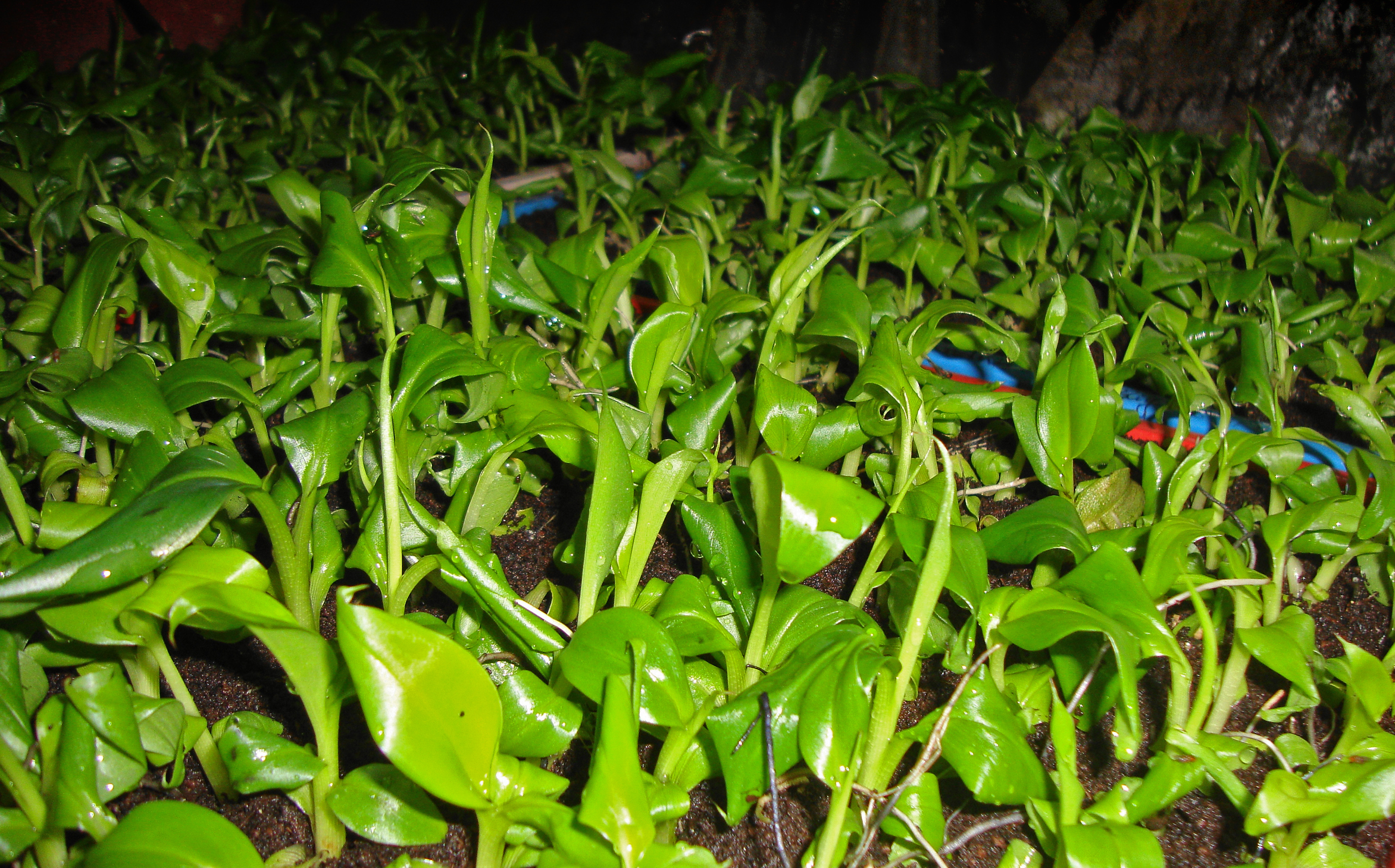
Plantule di banano trasferite su un substrato intermedio di vermiculite e terriccio dal letto sterile di germinazione.
Il procedimento è effettuato per ambientare le piante al terriccio. Dopo un breve periodo le piante sono trasferite in campo.

Se si è sviluppato un buon apparato radicale, la piantina è pronta per la fase di acclimatazione e può essere trasferita in terra. Questa fase ha inizio con il trasferimento della piantina dall'ambiente in vitro a quello in vivo, in vasetti con torba e perlite, che garantiscono buona ritenzione idrica. L'acclimatazione è una fase delicatissima, in quanto la piantina passa dall'eterotrofia all'autotrofia. L'evoluzione verso l'autotrofia avviene tramite riduzione dell'umidità e aumento dell'intensità della luce. Nelle 2-4 settimane necessarie per l'acclimatazione le piantine producono nuove foglie, più adatte al nuovo ambiente. I passaggi successivi prevedono la coltura in serra e in pieno campo.